# The House of Blue Light
| Recensione    | Giudizio     |
| ------------- | ------------ |
| AllMusic      | [ 4 ]        |
| Rolling Stone | (favorevole) |

The House of Blue Light è il dodicesimo album in studio dei Deep Purple, pubblicato nel 1987. Si tratta del secondo album dalla reunion della Mark II, ed il sesto album della formazione.

## Storia
La creazione dell'album fu un processo eccessivamente lungo e difficile, che il cantante Ian Gillan paragonò alla registrazione di Who Do We Think We Are nel 1973 a Roma. Gillan ha osservato come la tensione dei rapporti avesse compromesso l'album: "Se ripenso a House Of Blue Light, ci sono delle buone canzoni su quell'incisione, ma c'è qualcosa che manca nella totalità del disco. Non riesco a sentire lo spirito della band. Riesco a vedere cinque professionisti che fanno del loro meglio, ma è come una squadra di calcio, non funziona. È come undici superstar che stanno giocando sullo stesso campo da gioco ma non sono connesse nel cuore e nello spirito". Il chitarrista Ritchie Blackmore ha detto che buona parte del disco fu ri-registrata, ed ha confessato "Penso di aver suonato di merda, e non credo che a nessun altro gli sia piaciuto veramente". L'organista Jon Lord ha aggiunto "House of Blue Light fu un album strano e difficile da mettere insieme. Abbiamo fatto il gigantesco errore di provare a rendere la nostra musica attuale. Abbiamo scoperto che la gente non voleva che lo facessimo".
Nonostante le preoccupazioni della band, l'album vendette bene. Raggiunse la prima posizione in Germania e Svezia per due settimane, la seconda in Norvegia, la terza in Svizzera, la decima nella Official Albums Chart e la trentaquattresima posizione nel Billboard 200 degli USA.
Furono realizzati due video promozionali, per le canzoni "Bad Attitude" e "Call Of The Wild". In entrambe partecipano i membri della band.

## Accoglienza
L'album ricevette delle recensioni miste. David Fricke su Rolling Stone scrisse che "[l'album] è certamente un netto miglioramento rispetto al tiepido primo album della reunion" e premiò la scelta del ritorno alle sonorità degli album storici di brani come Mad Dog, Hard Lovin' Woman e Bad Attitude, sebbene definì molte dei testi di Gillan "imbarazzanti".
In un'altra recensione dell'epoca, Steve Newton scrisse: "Com'era d'aspettarsi, la musica sull'ultimo album dei Deep Purple non è tanto differente dalla roba del 1984. Ma va bene, perché Perfect Strangers era un buon disco. Non un buon disco come Machine Head, Who Do We Think We Are? o Burn, ma neanche troppo ignobile. Nonostante non sia presente niente di immediatamente piacevole come "Knocking at Your Back Door", c'è roba abbastanza carina da soddisfare i fan di vecchia data ed acchiaparne alcuni nuovi."Mad Dog" e "Dead or Alive" sono rock scatenati che dovrebbero piacere ai nuovi headbangers, con la chitarra unica di Blackmore al comando, ma il resto della band è altezza. Richie è caldo anche su "The Spanish Archer" e "The Unwritten Law". Brano che divide la critica è "Mitzi Dupree".
Ladano riporta che "Blackmore si rifiutò di registrare Mitzi Dupree e che la chitarra che si sente su disco era la versione della demo". Inoltre, scrive che "The House of Blue Light non è all'altezza del suo predecessore. Con una migliore produzione e forse un paio di canzoni diverse, avrebbe potuto. [...] Non si sente la stessa confidenza della band che incise Perfect Strangers."
Nella recensione su AllMusic di Eduardo Rivadavia osserva che "[l'album] supera la prova del tempo bene, se non meglio, del suo predecessore. Il secondo sforzo della riformata lineup Mark II mostra i Deep Purple alla ricerca di una hit dal sapore anni 80 e, facendo così, suonano scomodamente simili all'altra band di Richie Blackmore, i Rainbow".

## Tracce
Alcune tracce sulla versione in LP e cassetta sono più corte del CD originale pubblicato nel 1987. Per il remaster del 1999 sono stati utilizzati i master del vinile originale e così il tempo complessivo è più corto rispetto al CD originale.
Tutte le tracce sono state scritte da Ritchie Blackmore, Ian Gillan e Roger Glover, eccetto laddove indicato.

### Edizione in CD del 1987
1. Bad Attitude – 5:04
2. The Unwritten Law – 4:54 (musica: Blackmore, Gillan, Glover, Paice)
3. Call of the Wild – 4:48 (musica: Gillan, Blackmore, Glover, Lord)
4. Mad Dog – 4:36
5. Black & White – 4:39 (musica: Blackmore, Gillan, Glover, Lord)
6. Hard Lovin' Woman – 3:25
7. The Spanish Archer – 5:31
8. Strangeways – 7:36
9. Mitzi Dupree – 5:05
10. Dead or Alive – 5:00

### Vinile, cassetta ed edizione in CD del 1999
1. Bad Attitude – 4:32
2. The Unwritten Law – 4:34 (musica: Blackmore, Gillan, Glover, Paice)
3. Call of the Wild – 4:48 (musica: Gillan, Blackmore, Glover, Lord)
4. Mad Dog – 4:29
5. Black & White – 3:39 (musica: Blackmore, Gillan, Glover, Lord)
6. Hard Lovin' Woman – 3:25
7. The Spanish Archer – 4:56
8. Strangeways – 5:56
9. Mitzi Dupree – 5:05
10. Dead or Alive – 4:42

## Formazione
- Ian Gillan - voce
- Ritchie Blackmore - chitarra
- Roger Glover - basso
- Jon Lord - tastiere
- Ian Paice - batteria

Produzione
- Prodotto da Roger Glover e Deep Purple
- Registrato al Playhouse, di Stowe (Vermont), con Le Mobile operato da Guy Charbonneau
- Fonico di studio: Nick Blagona
- Mixato da Harry Schnitzler presso gli Union Studios, Monaco di Baviera, Germania Ovest
- Masterizzato da Greg Calbi presso lo Sterling Sound, New York

## Classifiche

### Classifiche settimanali
| Classifica (1987) | Posizione massima |
| ----------------- | ----------------- |
| Australia         | 39                |
| Austria           | 11                |
| Canada            | 51                |
| Finlandia         | 1                 |
| Germania          | 1                 |
| Italia            | 15                |
| Norvegia          | 2                 |
| Nuova Zelanda     | 25                |
| Paesi Bassi       | 11                |
| Regno Unito       | 10                |
| Stati Uniti       | 34                |
| Svezia            | 1                 |
| Svizzera          | 3                 |

### Classifiche di fine anno
| Classifica (1987) | Posizione |
| ----------------- | --------- |
| Germania          | 49        |
| Italia            | 69        |